# 溝口城 (筑後国)
溝口城（みぞくちじょう）は、福岡県筑後市にあった日本の城（平城）。

## 概要
八女平野の南部、矢部川沿いの自然堤防上にあった。なお中世の矢部川は現在よりも南を流れていた。また、付近の竈門神社が当城の鎮守だったという。
築城年代は不明だが、文書への登場から南北朝時代以前とされる。当城に居城していた溝口氏は南朝方に属し、康永2年5月8日（1343年6月8日）に北朝方の田原直貞の軍勢に攻められて落城した。また、正平6年（1351年）には三池頼親が南朝方の菊池武光に供奉して当城に来ている。
天文19年（1550年）に当城の城主・溝口丹後守は三池親員や西牟田弥次郎とともに大友氏に反旗を翻し、4月には一族の溝口薩摩守が田尻鑑乗に攻撃を受けた。さらに閏5月18日（7月12日）に当城は豊饒氏らに攻撃を受け、1週間ほどで落城した。